# Liste der Stolpersteine in Fürstenau
Die Liste der Stolpersteine in Fürstenau enthält alle Stolpersteine, die im Rahmen des gleichnamigen Kunst-Projekts von Gunter Demnig in Fürstenau verlegt wurden. Mit ihnen soll der Opfer des Nationalsozialismus gedacht werden, die in Fürstenau lebten und wirkten. Seit Beginn der Initiative im Juli 2014 wurden bis Mai 2019 an drei Standorten 50 Stolpersteine zum Gedenken an die NS-Opfer verlegt.

## Liste der Stolpersteine
| Bild                                      | Person, Inschrift | Adresse                 | Verlegedatum  | Anmerkung |
| ----------------------------------------- | --- | ----------------------- | ------------- | --- |
| Stolperstein für Alfred Süskind           | Hier wohnte Alfred Süskind Jg. 1885 ’Schutzhaft’ 1938 Buchenwald Flucht 1939 USA                                                                                    | An den Schanzen 2 ·     | 7. Dez. 2015  | Alfred Süskind wurde 1885 in Lingen geboren und war viele Jahre Vorsteher der jüdischen Gemeinde in Fürstenau. Er war mit Sophie Süskind verheiratet. Am 10. November 1938 wurde er verhaftet und war im KZ Buchenwald inhaftiert. Ihm gelang 1939 die Flucht in die USA, wo er am 20. September 1982 verstarb. |
| Stolperstein für Sophie Süskind           | Hier wohnte Sophie Süskind geb Surazski Jg. 1901 Flucht 1939 USA | An den Schanzen 2 ·     | 7. Dez. 2015  | |
| Stolperstein für Bernhard Süskind         | Hier wohnte Bernhard Süskind Jg. 1921 ’Schutzhaft’ 1938 Buchenwald Flucht 1939 Schweden                                                                             | An den Schanzen 2 ·     | 7. Dez. 2015  | Bernhard Süskind wurde am 6. Oktober 1921 als Sohn von Alfred und Sophie Süskind in Fürstenau geboren. 1936 begann er eine Lehre zum Schlosser in Hamburg. Am 10. November 1938 wurde er in Fürstenau verhaftet und war im KZ Buchenwald inhaftiert. Ihm gelang 1939 die Flucht nach Schweden und von dort über Norwegen in die USA. 1942 trat er der US-Armee bei und kam dadurch wieder nach Deutschland. Im April 1945 sorgte er als US-Soldat in Fürstenau dafür, dass die umgeworfenen Grabsteine auf dem jüdischen Friedhof wieder aufgestellt wurden. Im Jahr 2000 wurde er zum Ehrenbürger von Fürstenau ernannt. Bernhard Süskind verstarb am 26. November 2018 in New York. |
| Stolperstein für Adele Süskind            | Hier wohnte Adele Süskind verh. Goldschmidt Jg. 1924 Flucht 1939 USA                                                                                                | An den Schanzen 2 ·     | 7. Dez. 2015  | Adele Süskind wurde 1924 als Tochter von Alfred und Sophie Süskind geboren. Ihr gelang 1939 die Flucht in die USA. |
| Stolperstein für Bernhard Wahl            | Hier wohnte Bernhard Wahl Jg. 1910 Flucht 1936 Mexiko | An den Schanzen 2 ·     | 7. Dez. 2015  | |
| Stolperstein für Friederike Wolff         | Hier wohnte Friederike Wolff geb. Stoppelmann Jg. 1887 deportiert 1941 Riga 1944 Stutthof ermordet 4.1.1945                                                         | An den Schanzen 26 ·    | 3. März 2015  | Friederike Wolff wurde am 13. Juni 1887 als Friederike Stoppelmann in Fürstenau geboren. Sie hatte einen Sohn Wilhelm. Am 13. Dezember 1941 wurde sie in das Ghetto Riga und am 1. Oktober 1944 in das KZ Stutthof deportiert, wo sie am 4. Januar 1945 ermordet wurde. |
| Stolperstein für Willi Wolff              | Hier wohnte Willi Wolff Jg. 1924 deportiert 1941 Riga ermordet | An den Schanzen 26 ·    | 3. März 2015  | Wilhelm 'Willi' Wolff wurde am 16. Oktober 1924 als Sohn von Friederike Wolff in Quetzen geboren. Am 13. Dezember 1941 wurde er in das Ghetto Riga, am 23. August 1944 in das KZ Stutthof und am 29. September 1944 in das KZ Natzweiler deportiert. Er starb am 2. Dezember 1944. |
| Stolperstein für Julius Neuhoff           | Hier wohnte Julius Neuhoff Jg. 1897 Flucht 1938 Paraguay | Buten Porten 5 ·        | 7. Dez. 2015  | Julius Neuhoff wurde am 13. Februar 1897 in Fürstenau geboren. Er heiratete Berta Grünebaum und hatte mit ihr eine Tochter. 1938 konnte die Familie nach Paraguay flüchten. |
| Stolperstein für Berta Neuhoff            | Hier wohnte Berta Neuhoff geb. Grünebaum Jg. 1911 Flucht 1938 Paraguay                                                                                              | Buten Porten 5 ·        | 7. Dez. 2015  | Berta Grünebaum wurde am 30. Oktober 1911 in Haltern geboren. 1932 zog sie nach Fürstenau und heiratete Julius Neuhoff, aus der Ehe ging die 1934 geborene Tochter Margot hervor. Die Familie konnte 1938 nach Paraguay flüchten. |
| Stolperstein für Margot Neuhoff           | Hier wohnte Margot Neuhoff Jg. 1934 Flucht 1938 Paraguay | Buten Porten 5 ·        | 7. Dez. 2015  | Margot Neuhoff war die Tochter von Julius und Berta Neuhoff. Sie konnte mit ihren Eltern 1938 nach Paraguay flüchten. |
| Stolperstein für Moses Stoppelmann        | Hier wohnte Moses Stoppelmann Jg. 1881 Flucht 1938 Südafrika | Große Straße 16 ·       | 7. Dez. 2015  | Moses Stoppelmann war mit Berta Stoppelmann verheiratet, sie hatten drei Söhne. 1937 wurde er verhaftet und war in Osnabrück inhaftiert. Im Januar 1938 musste er das Haus der Familie zwangsverkaufen. 1938 gelang ihm mit seiner Frau die Flucht nach Südafrika zu seinen Söhnen Walter und Ernst. |
| Stolperstein für Berta Stoppelmann        | Hier wohnte Berta Stoppelmann geb. Gottschalk Jg. 1880 Flucht 1938 Südafrika                                                                                        | Große Straße 16 ·       | 7. Dez. 2015  | Berta Stoppelmann war mit Moses Stoppelmann verheiratet und hatte mit ihm drei Söhne. 1938 gelang ihr mit ihrem Mann die Flucht nach Südafrika zu ihren Söhnen Walter und Ernst. |
| Stolperstein für Walter Stoppelmann       | Hier wohnte Walter Stoppelmann Jg. 1910 Flucht 1934 Südafrika | Große Straße 16 ·       | 7. Dez. 2015  | Walter Stoppelmann wurde als Sohn von Moses und Berta Stoppelmann geboren. Er flüchtete 1935 nach Südafrika. |
| Stolperstein für Ernst Stoppelmann        | Hier wohnte Ernst Stoppelmann Jg. 1911 Flucht 1935 Südafrika | Große Straße 16 ·       | 7. Dez. 2015  | Ernst Stoppelmann wurde als Sohn von Moses und Berta Stoppelmann geboren. 1935 flüchtete er nach Südafrika. |
| Stolperstein für Moses Rudolf Stoppelmann | Hier wohnte Moses Rudolf Stoppelmann Jg. 1914 Flucht 1938 Belgien Frankreich Spanien Palästina                                                                      | Große Straße 16 ·       | 7. Dez. 2015  | Rudolf Stoppelmann wurde als Sohn von Moses und Berta Stoppelmann geboren. Im Dezember 1938 flüchtete er nach Belgien und 1940 weiter nach Südfrankreich. 1942 flüchtete er weiter nach Spanien und im Januar 1944 mit einem Schiff nach Palästina. |
| Stolperstein für Albert Stern             | Hier wohnte Albert Stern Jg. 1879 Flucht 1940 Argentinien | Koppelstraße 29 ·       | 3. März 2015  | |
| Stolperstein für Veronika Stern           | Hier wohnte Veronika Stern geb. Süskind Jg. 1887 Flucht 1940 Argentinien                                                                                            | Koppelstraße 29 ·       | 3. März 2015  | |
| Stolperstein für Bernhard Stern           | Hier wohnte Bernhard Stern Jg. 1918 Flucht 1936 Argentinien | Koppelstraße 29 ·       | 3. März 2015  | |
| Stolperstein für Johanna Stern            | Hier wohnte Johanna Stern verh. Jacobsohn Jg. 1919 deportiert 1941 Riga 1944 Stutthof ermordet 15.1.1945                                                            | Koppelstraße 29 ·       | 3. März 2015  | Johanna Stern wurde am 25. November 1919 in Fürstenau geboren und heiratete später, sodass sie den Namen Jacobsohn trug. Am 15. Dezember 1941 wurde sie in das Ghetto Riga und am 1. Oktober 1944 in das KZ Stutthof deportiert, wo sie am 15. Januar 1945 ermordet wurde. |
| Stolperstein für Klara Stern              | Hier wohnte Klara Stern verh. Rosenhain Jg. 1923 deportiert 1941 Riga befreit/überlebt                                                                              | Koppelstraße 29 ·       | 3. März 2015  | |
| Stolperstein für Günther Stern            | Hier wohnte Günther Stern Jg. 1926 Flucht 1940 Argentinien | Koppelstraße 29 ·       | 3. März 2015  | |
| Stolperstein für Alfred Stern             | Hier wohnte Alfred Stern Jg. 1928 Flucht 1940 Argentinien | Koppelstraße 29 ·       | 3. März 2015  | |
| Stolperstein für Isidor Weinberg          | Hier wohnte Isidor Weinberg Jg. 1883 deportiert 1941 Riga ermordet                                                                                                  | Sankt-Georg-Straße 12 · | 15. Juli 2014 | Isidor Weinberg wurde am 2. Dezember 1883 in Buer geboren. Er war seit 1908 mit Adele Weinberg verheiratet. Am 13. Dezember 1941 wurde er das Ghetto Riga deportiert und später für tot erklärt. |
| Stolperstein für Adele Weinberg           | Hier wohnte Adele Weinberg geb. Stoppelmann Jg. 1873 deportiert 1941 Riga ermordet                                                                                  | Sankt-Georg-Straße 12 · | 15. Juli 2014 | Adele Weinberg wurde am 10. Mai 1873 als Adele Stoppelmann in Fürstenau geboren. Am 13. Dezember 1941 wurde sie mit ihrem Mann in das Ghetto Riga deportiert und später für tot erklärt. |
| Stolperstein für Walter Weinberg          | Hier wohnte Walter Weinberg Jg. 1911 Flucht 1938 USA | Sankt-Georg-Straße 12 · | 15. Juli 2014 | Walter Weinberg wurde 1911 als Sohn von Adele und Isidor Weinberg geboren. Ihm gelang die Flucht in die USA. |
| Stolperstein für Berthold Weinberg        | Hier wohnte Berthold Weinberg Jg. 1915 Flucht 1938 USA | Sankt-Georg-Straße 12 · | 15. Juli 2014 | Berthold Weinberg wurde am 9. Juli 1915 als Sohn von Adele und Isidor Weinberg in Fürstenau geboren. Am 13. Dezember 1941 wurde er das Ghetto Riga deportiert, dort verliert sich seine Spur. Möglicherweise gelang ihm auch die Flucht in die USA. |
| Stolperstein für David Hamburger          | Hier wohnte David Hamburger Jg. 1885 Flucht 1939 Holland versteckt gelebt befreit/überlebt                                                                          | Schorfteichstraße 1 ·   | 3. März 2015  | Dietrich 'David' Hamburger wurde am 16. April 1885 in Meppen geboren. Er flüchtete 1939 zu seiner Tochter nach Winterswijk in die Niederlande. Er überlebte versteckt im Untergrund und starb 1958 bei einem Unfall. Er ist auf dem jüdischen Friedhof in Winterswijk begraben. |
| Stolperstein für Siegfried Hamburger      | Hier wohnte Siegfried Hamburger Jg. 1919 Flucht 1938 USA | Schorfteichstraße 1 ·   | 3. März 2015  | |
| Stolperstein für Ruth Hamburger           | Hier wohnte Ruth Hamburger verh. Strauss Jg. 1911 Flucht 1938 USA                                                                                                   | Schorfteichstraße 1 ·   | 3. März 2015  | |
| Stolperstein für Elisabeth Hamburger      | Hier wohnte Elisabeth Hamburger verh. Menko Jg. 1915 Umzug/Heirat 1938 interniert Westerbork deportiert 1943 Auschwitz ermordet 10.9.1943                           | Schorfteichstraße 1 ·   | 3. März 2015  | Elisabeth Hamburger wurde am 2. September 1915 als Tochter von David Hamburger in Fürstenau geboren. Am 5. Mai 1938 flüchtete sie nach Winterswijk in die Niederlande, wo sie am 31. Mai 1938 Bernard Nathan Jacob Menko heiratete und am 28. Februar 1940 die Zwillinge Rose Amalia und Jacob gebar. Vom 6. Oktober 1942 bis zum 7. September 1943 war sie im Sammellager Westerbork inhaftiert und wurde dann in das Vernichtungslager Auschwitz deportiert. Mit Datum 10. September 1943 wurde sie später für tot erklärt. |
| Stolperstein für Julius Frank             | Hier wohnte Julius Frank Jg. 1868 deportiert 1942 Theresienstadt ermordet in Treblinka                                                                              | Schwarzer Weg 3 ·       | 15. Juli 2014 | Julius Frank wurde am 30. August 1868 in Sögel geboren. Er war mit Berta Frank verheiratet. Am 31. Juli 1942 wurde er in das Ghetto Theresienstadt deportiert und am 26. September 1942 in das Vernichtungslager Treblinka. |
| Stolperstein für Berta Frank              | Hier wohnte Berta Frank geb. Stoppelmann Jg. 1878 deportiert 1942 Theresienstadt ermordet in Treblinka                                                              | Schwarzer Weg 3 ·       | 15. Juli 2014 | Berta Frank wurde am 12. Juni 1878 als Berta Stoppelmann in Fürstenau geboren, sie war mit Julius Frank verheiratet. Am 31. Juli 1942 wurde sie in das Ghetto Theresienstadt deportiert und am 26. September 1942 in das Vernichtungslager Treblinka. |
| Stolperstein für Moritz Frank             | Hier wohnte Moritz Frank Jg. 1905 Flucht 1938 Holland interniert Westerbork deportiert 1942 Auschwitz ermordet 22.2.1945 Buchenwald                                 | Schwarzer Weg 3 ·       | 15. Juli 2014 | Moritz Frank wurde am 2. Dezember 1905 in Fürstenau geboren. 1936 flüchtete er in die Niederlande und war ab 18. November 1942 im Sammellager Westerbork inhaftiert. Von dort erfolgte am 24. November 1942 seine Deportation in das KZ Auschwitz und am 10. Februar 1945 in das KZ Buchenwald. Später wurde er mit dem Datum 22. Februar 1945 für tot erklärt. |
| Stolperstein für Oskar Frank              | Hier wohnte Oskar Frank Jg. 1908 Flucht 1938 Holland interniert Westerbork deportiert 1942 Auschwitz ermordet 10.9.1942                                             | Schwarzer Weg 3 ·       | 15. Juli 2014 | Oskar Frank wurde am 14. Juni 1908 in Fürstenau geboren. Er flüchtete ebenfalls in die Niederlande und war dort ab 2. November 1939 im Sammellager Westerbork inhaftiert. Von dort wurde er am 15. Juli 1942 in das Vernichtungslager Auschwitz deportiert und am 10. September 1942 ermordet. |
| Stolperstein für Karl Frank               | Hier wohnte Karl Frank Jg. 1909 Flucht 1937 USA | Schwarzer Weg 3 ·       | 15. Juli 2014 | |
| Stolperstein für Else Frank               | Hier wohnte Else Frank verh. Geisel Jg. 1911 Flucht 1939 England | Schwarzer Weg 3 ·       | 15. Juli 2014 | |
| Stolperstein für Frida Frank              | Hier wohnte Frida Frank verh. Meyer Jg. 1912 Flucht 1938 Holland interniert Westerbork deportiert 1942 Auschwitz ermordet 5.11.1942                                 | Schwarzer Weg 3 ·       | 15. Juli 2014 | Frida Frank wurde am 28. November 1912 in Fürstenau geboren. Am 19. März 1938 flüchtete sie in die Niederlande und war dann im Sammellager Westerbork inhaftiert. Von dort wurde sie 1942 in das Vernichtungslager Auschwitz deportiert und später mit dem Datum 5. November 1942 für tot erklärt. Sie war mit Julius Meyer verheiratet und hatte eine 1939 geborene Tochter. |
| Stolperstein für Rosa Frank               | Hier wohnte Rosa Frank Jg. 1919 deportiert 1941 Riga 1944 Stutthof ermordet                                                                                         | Schwarzer Weg 3 ·       | 15. Juli 2014 | Rosa Frank wurde am 6. August 1919 in Fürstenau geboren. Am 13. Dezember 1941 wurde sie in das Ghetto Riga und am 9. August 1944 in das KZ Stutthof deportiert; später dann für tot erklärt. |
| Stolperstein für Hermann Hamburger        | Hier wohnte Hermann Hamburger Jg. 1887 deportiert 1941 Riga 1944 Stutthof ermordet 1.3.1945 Buchenwald                                                              | Schwarzer Weg 7 ·       | 15. Juli 2014 | Hermann Hamburger wurde am 25. Februar 1887 in Meppen geboren. Am 13. Dezember 1941 wurde er in das Ghetto Riga deportiert und in das KZ Stutthof verlegt. Am 16. August 1944 erfolgte sein Weitertransport in das KZ Buchenwald, wo er am 1. März 1945 ermordet wurde. |
| Stolperstein für Elise Hamburger          | Hier wohnte Elise Hamburger geb. Berghausen Jg. 1901 deportiert 1941 Riga ermordet                                                                                  | Schwarzer Weg 7 ·       | 15. Juli 2014 | Elise Hamburger wurde am 6. Februar 1901 als Elise Berghausen in Telgte geboren. Am 13. Dezember 1941 wurde sie in das Ghetto Riga deportiert und später für tot erklärt. |
| Stolperstein für Ernst Hamburger          | Hier wohnte Ernst Hamburger Jg. 1915 deportiert 1941 Riga befreit/überlebt                                                                                          | Schwarzer Weg 7 ·       | 15. Juli 2014 | |
| Stolperstein für Berthold Hamburger       | Hier wohnte Berthold Hamburger Jg. 1918 deportiert 1941 Riga befreit/überlebt                                                                                       | Schwarzer Weg 7 ·       | 15. Juli 2014 | |
| Stolperstein für Julius Hamburger         | Hier wohnte Julius Hamburger Jg. 1918 Schicksal unbekannt | Schwarzer Weg 7 ·       | 15. Juli 2014 | |
| Stolperstein für Diedrich Hamburger       | Hier wohnte Diedrich Hamburger Jg. 1921 Flucht 1938 England | Schwarzer Weg 7 ·       | 15. Juli 2014 | |
| Stolperstein für Renate Hamburger         | Hier wohnte Renate Hamburger Jg. 1931 deportiert 1941 Riga ermordet in Riga-Kaiserwald                                                                              | Schwarzer Weg 7 ·       | 15. Juli 2014 | Renate Hamburger wurde am 2. November 1931 als Tochter von Hermann Hamburger in Fürstenau geboren. Am 17. November 1938, eine Woche nach den Novemberpogromen, wurde sie von der Schule verwiesen. Am 13. Dezember 1941 wurde sie im Alter von 10 Jahren in das Ghetto Riga deportiert, wo sie mit ihren Eltern in der Bielefelder Straße im Haus B7 lebte. Sie starb im KZ Riga-Kaiserwald und wurde mit Datum 8. Mai 1945 für tot erklärt. |
| Stolperstein für Alfred Hamburger         | Hier wohnte Alfred Hamburger Jg. 1882 deportiert 1941 Riga ermordet                                                                                                 | Schwedenstraße 24 ·     | 15. Juli 2014 | Alfred Hamburger wurde am 25. Oktober 1882 in Meppen geboren; er war mit Jettchen Hamburger verheiratet und hatte drei Kinder. Im November 1939 mussten sie ihr Haus zwangsverkaufen. Am 13. Dezember 1941 wurde er in das Ghetto Riga deportiert und gilt seitdem als verschollen. |
| Stolperstein für Henriette Hamburger      | Hier wohnte Henriette Hamburger geb. Bachrach Jg. 1878 deportiert 1941 Riga ermordet                                                                                | Schwedenstraße 24 ·     | 15. Juli 2014 | Jettchen Hamburger wurde am 28. April 1878 als Henriette Bachrach in Nentershausen geboren, sie war mit Alfred Hamburger verheiratet. Am 13. Dezember 1941 wurde sie mit ihrem Mann in das Ghetto Riga deportiert und gilt seitdem als verschollen. |
| Stolperstein für Herbert Hamburger        | Hier wohnte Herbert Hamburger Jg. 1913 eingewiesen 1939 Heilanstalt Osnabrück ’verlegt’ 27.9.1940 Landesheil-Pflegeanstalt Brandenburg ermordet 27.9.1940 Aktion T4 | Schwedenstraße 24 ·     | 15. Juli 2014 | Herbert Hamburger wurde am 20. August 1913 als Sohn von Jettchen und Alfred Hamburger in Fürstenau geboren. Seit 1935 litt er an Epilepsie und wurde deshalb am 5. Juni 1936 im evangelischen Krankenhaus Quakenbrück zwangssterilisiert. Am 31. Oktober 1939 wurde er in die Landesheil- und Pflegeanstalt Osnabrück eingeliefert. Von dort erfolgte am 21. September 1940 seine Verlegung in die Heil- und Pflegeanstalt Wunstorf und am 27. September 1940 in die Tötungsanstalt Brandenburg, wo er am gleichen Tag im Rahmen der Aktion T4 ermordet und so ein Opfer der Krankenmorde wurde.                                                                                      |
| Stolperstein für Sigmund Hamburger        | Hier wohnte Siegmund Hamburger Jg. 1911 Flucht 1938 Kolumbien | Schwedenstraße 24 ·     | 15. Juli 2014 | Siegmund Hamburger war der Sohn von Alfred und Jettchen Hamburger. Ihm gelang rechtzeitig die Flucht nach Kolumbien. |
| Stolperstein für Irma Hamburger           | Hier wohnte Irma Hamburger verh. Reich Jg. 1920 Flucht England | Schwedenstraße 24 ·     | 15. Juli 2014 | Irma Hamburger war die Tochter von Alfred und Jettchen Hamburger. Ihr gelang rechtzeitig die Flucht nach Kolumbien. |

## Verlegungen
- 15. Juli 2014: 24 Stolpersteine an vier Adressen[36]
- 3. März 2015: 13 Stolpersteine an drei Adressen[37]
- 7. Dezember 2015: 13 Stolpersteine an drei Adressen[38][39]